# Roger Mayweather
Roger Mayweather est un boxeur américain reconverti comme entraîneur né le 24 avril 1961 à Grand Rapids, Michigan et mort le 17 mars 2020 à Las Vegas (Nevada).

## Carrière
Champion du monde des super-plumes WBA en 1983 et 1984, Roger Mayweather devient également champion du monde des super-légers WBC le 12 novembre 1987 après sa victoire au 6e round contre Rene Arredondo. Mayweather conserve ce titre à 4 reprises avant d'être à son tour battu par Julio César Chávez le 13 mai 1989.
Il met un terme à sa carrière de boxeur en 1999 puis devient entraîneur, notamment de son neveu Floyd.